# USS Tucker (DD-57)
USS Tucker (Destroyer No. 57) później (DD-57) – okręt prototypowy niszczycieli typu Tucker, zbudowanych dla United States Navy przed wejściem Stanów Zjednoczonych do I wojny światowej. Był pierwszą jednostką amerykańską noszącą nazwę upamiętniającą Samuela Tuckera.
Stępkę niszczyciela położono w stoczni Fore River Shipbuilding Company w Quincy (Massachusetts) w listopadzie 1914 roku. Został zwodowany w maju następnego roku. Okręt miał ponad 96 metrów długości, 9,1 m szerokości, a jego standardowa wyporność wynosiła 1090 długich ton (1110 t). Był uzbrojony w cztery działa kal. 102 mm i osiem wyrzutni torpedowych kal. 533 mm. „Tucker” był napędzany przez parę turbin parowych, które mogły rozpędzić go do prędkości 29,5 węzła.
Po wejściu do służby w kwietniu 1916 roku niszczyciel pływał po Atlantyku i w rejonie Karaibów. Po tym jak Stany Zjednoczone w kwietniu 1917 roku przystąpiły do I wojny światowej, „Tucker” był częścią drugiej eskadry (ang. squadron) amerykańskich niszczycieli wysłanej do Europy. Patrolował Morze Irlandzkie, bazując w Queenstown. Przeprowadził kilka akcji ratowniczych pasażerów i załóg zatopionych jednostek. Za udział w akcji ratowniczej po zatopieniu francuskiego krążownika „Dupetit-Thouars” w sierpniu 1918 roku otrzymał pochwałę od Préfet Maritime. W czerwcu przeszedł do Brestu i przez resztę wojny bazował w tym porcie.
Po powrocie do USA pod koniec 1918 roku okręt przeszedł remont w Boston Navy Yard. Po rejsie poborowym wzdłuż wybrzeża Nowej Anglii w październiku 1919 roku został przeniesiony do ograniczonej służby (ang. reduced commission), a następnie w maju 1921 roku wycofany ze służby. W marcu 1926 roku niszczyciel został przekazany United States Coast Guard, by w ramach patroli rumowych zwalczać przemyt alkoholu do USA. W Straży Przybrzeżnej do 1933 roku pływał pod nazwą USCGC Tucker (CG-23). W czasie tej służby był pierwszym amerykańskim okrętem, który przybył na miejsce katastrofy sterowca USS „Akron” (ZRS-4). Po przekazaniu w 1933 roku marynarce wojennej został przemianowany na „DD-57”, by zwolnić nazwę dla innego niszczyciela. W grudniu 1936 roku został sprzedany i zamieniony na hulk.

## Projekt i budowa
Budowa okrętu, jako pierwszej jednostki typu Tucker, została zatwierdzona w 1913 roku. Typ ten, podobnie jak O’Brien, był ulepszoną wersją okrętów typu Cassin, zatwierdzonych do budowy w 1911 roku. Kontrakt na budowę został przyznany firmie Fore River Shipbuilding Company z Quincy, która położyła stępkę 9 listopada 1914 roku. Okręt otrzymał numer stoczniowy 226. Sześć miesięcy później, 4 maja 1915 roku, „Tucker” został zwodowany, a matką chrzestną okrętu została pani Garty, prapraprawnuczka patrona jednostki – Samuela Tuckera (1747–1833), oficera Continental Navy. Po zbudowaniu niszczyciel miał długość 96,1 m, szerokość 9,3 m oraz zanurzenie 2,8 m. Miał standardową wyporność 1090 długich ton (1110 t), a wyporność pełną 1205 długich ton (1224 t).
„Tucker” był wyposażony w dwie turbiny parowe Curtisa, które napędzały dwie śruby. Okręt był także wyposażony w dodatkową turbinę parową napędzającą jedną ze śrub, która była wykorzystywana w czasie rejsu z prędkością ekonomiczną. Maszynownia mogła wygenerować moc 17000 shp i teoretycznie rozpędzić okręt do prędkości 29,5 węzła, choć „Tucker” podczas prób osiągał prędkość nawet 30,03 węzła.
Główna artyleria okrętu składała się z 4 dział kal. 102 mm L/50 Mark 9. Każde działo ważyło ponad 2800 kg. Działa wystrzeliwały 15-kilogramowe pociski przeciwpancerne z prędkością początkową 880 m/s. Przy podniesieniu luf równym 20° pociski miały zasięg 14 560 metrów.
„Tucker” był także wyposażony w osiem wyrzutni torped kal. 533 mm. General Board of the United States Navy zalecała umieszczenie dwóch dział przeciwlotniczych na każdej jednostce typu Tucker, a także zapewnienie możliwości postawienia 36 min morskich; źródła nie podają jednak, czy rekomendacje te zostały wprowadzone w życie na „Tuckerze” lub innej jednostce tego typu.

## Początek służby
USS „Tucker” wszedł do służby w United States Navy 11 kwietnia 1916 roku. Jego tymczasowym dowódcą został podporucznik marynarki Frank Slingluff Jr., komandor podporucznik Benyaurd B. Wygant objął stałe dowództwo 13 dni później. Po uroczystościach okręt wyszedł w rejs próbny w pobliżu wschodniego wybrzeża USA, a następnie został przydzielony do 8. Dywizjonu Sił Niszczycieli Floty Atlantyku (ang. Division 8, Destroyer Force, United States Atlantic Fleet). Po wybuchu I wojny światowej w Europie „Tucker” wraz z innymi jednostkami floty do wiosny 1917 roku przeprowadzały ćwiczenia i manewry na południowych wodach USA i w pobliżu Kuby.
W czasie samotnego rejsu po wodach Indii Zachodnich 6 kwietnia 1917 roku okręt otrzymał informację o przystąpieniu Stanów Zjednoczonych do wojny. „Tucker” dołączył do floty na jej kotwicowisku na York River, a następnie otrzymał rozkaz udania się do Boston Navy Yard w celu pobrania wyposażenia wojennego.

## I wojna światowa
Duże zapotrzebowanie na jednostki eskortowe w Europie doprowadziło do wysłania do Queenstown w Irlandii amerykańskich niszczycieli: „Tucker”, „Rowan” (DD-64), „Cassin” (DD-43), „Ericsson” (DD-56), „Winslow” (DD-53) i „Jacob Jones” (DD-61) wyszły z Bostonu 7 maja 1918 roku jako drugi kontyngent amerykańskich okrętów przydzielonych do operowania z brytyjskimi siłami nawodnymi patrolującymi wybrzeże Irlandii. Po dotarciu do celu, dziesięć dni później „Tucker” wraz z okrętami siostrzanymi szybko rozpoczął rejsy bojowe. 12 czerwca uratował 47 rozbitków z SS „Poluxena”, zaś 1 sierpnia uratował 39 osób z SS „Karina”, który został storpedowany przez niemiecki okręt podwodny SM UC-75. Przez resztę 1917 i do późnej wiosny 1918 roku „Tucker” operował z Queenstown, polując na niemieckie okręty podwodne, eskortując i konwojując jednostki przepływające przez strefę działań U-bootów i zapewniając asystę uszkodzonym jednostkom.
W czerwcu 1918 roku „Tucker” dołączył do sił eskortowych bazujących w Breście we Francji. 1 sierpnia, podczas rejsu na spotkanie nadpływającego konwoju, okręt otrzymał informację, że francuski krążownik „Dupetit-Thuoars” został storpedowany i zatopiony przez niemiecki okręt podwodny. Amerykański niszczyciel wkrótce pojawił się na miejscu zdarzenia i pomagał ratować rozbitków z wód Zatoki Biskajskiej. Wysiłki załogi „Tucker” i pięciu innych amerykańskich niszczycieli, które także były obecne w tym rejonie, zostały nagrodzone pochwałą ze strony Préfet Maritime, w imieniu francuskiego ministerstwa do spraw morskich.
8 sierpnia, dzień po akcji ratunkowej, załoga niszczyciela zobaczyła U-boota i zaatakowała go, zrzucając bomby głębinowe. Brytyjska Admiralicja uznała to za „prawdopodobne zatopienie”. Późniejsze próby potwierdzenia tego zatopienia nie dały rozstrzygającego wyniku. 11 listopada 1918 roku podpisano zawieszenie broni i walki zostały wstrzymane.

## Okres powojenny
Podczas wycofywania sił amerykańskich z Europy „Tucker” przewoził pasażerów i pocztę pomiędzy portami francuskimi i brytyjskimi. Po raz ostatni z Brestu wyruszył 16 grudnia 1918 roku i udał się do Bostonu, gdzie w miejscowej stoczni przeszedł większy remont.
W lipcu 1919 roku okręt opuścił Boston i popłynął wzdłuż wybrzeża Massachusetts i Maine, uczestnicząc w akcji poborowej. W październiku 1919 roku został umieszczony w rezerwie w Filadelfii, gdzie pozostawał do momentu wycofania ze służby 16 maja 1921 roku. 17 lipca 1920 roku „Tucker” otrzymał numer identyfikacyjny DD-57 w ramach akcji obejmującej całą flotę.

## Służba w United States Coast Guard

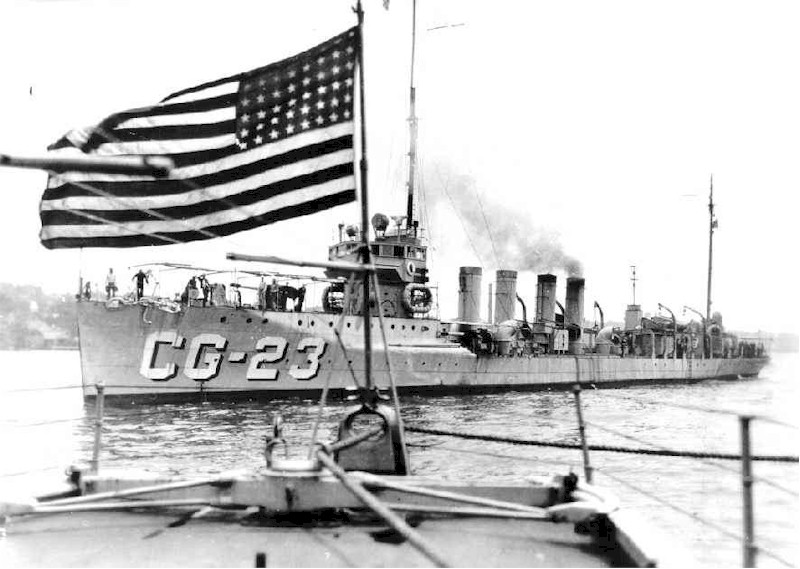
„Tucker” w czasie patroli rumowych

17 stycznia 1920 roku została w USA wprowadzona w życie prohibicja. Wkrótce przemyt wyrobów alkoholowych wzdłuż wybrzeża Stanów Zjednoczonych bardzo się zwiększył. Departament Skarbu zdawał sobie sprawę, że United States Coast Guard nie ma odpowiedniej liczby jednostek, by prowadzić z odpowiednią intensywnością patrole. By rozwiązać ten problem, prezydent Calvin Coolidge w 1924 roku wyraził zgodę na przekazanie z US Navy do USCG dwunastu starych niszczycieli, znajdujących się wtedy w rezerwie lub poza służbą. „Tucker” po okresie przebywania poza służbą został uruchomiony ponownie – na stan Coast Guard wszedł 25 marca 1926 roku, jako część drugiej grupy pięciu niszczycieli mającej wzmocnić pierwotną dwunastkę.
„Tucker” otrzymał oznaczenie CG-23 i wszedł do służby 29 września. Dołączył do tzw. patroli rumowych, których zadaniem było egzekwowanie przepisów o prohibicji. Okręt służył jako jednostka flagowa 4. Dywizjonu Sił Niszczycieli (ang. Division 4 of the Destroyer Force) do października 1927 roku, gdy przeszedł do 1. Dywizjonu. 4 kwietnia 1933 roku w pobliżu wybrzeża New Jersey wydarzyła się największa (do tego czasu) katastrofa w historii amerykańskiej aeronautyki: sterowiec US Navy USS „Akron” (ZRS-4) rozbił się w czasie burzy, powodując śmierć 73 osób, w tym kontradmirała Williama A. Moffetta, szefa Biura Aeronautycznego (ang. Bureau of Aeronautics). „Tucker” otrzymał informację o katastrofie i pośpieszył w tym kierunku. Po przybyciu na miejsce okazało się, że niemiecki statek motorowy MS „Phoebus” już podjął z morza cztery osoby (jedna z nich zmarła krótko potem). Rozbitkowie zostali przekazani na niszczyciel i wysadzeni na ląd w New York Navy Yard.
Po przegłosowaniu przez Kongres 21. poprawki do konstytucji USA, znoszącej w lutym 1933 roku prohibicję, planowano, że niszczyciel powróci do marynarki. 26 maja „Tucker” dotarł do Philadelphia Navy Yard, gdzie dziesięć dni później, 5 czerwca, został wycofany ze służby. 30 czerwca okręt został przekazany US Navy. 1 listopada nazwę okrętu zmieniono z „Tucker” na „DD-57”, by zwolnić nazwę dla budowanego niszczyciela. Stary okręt przez jakiś czas służył jako okręt szkolny dla Sea Scout w Sandy Hook (New Jersey). Jednostka została skreślona z rejestrów 24 października 1936 roku. 10 grudnia „DD-57” został sprzedany, a 23 grudnia zaczął pełnić rolę hulku.